# フォルデシュ・アンドール

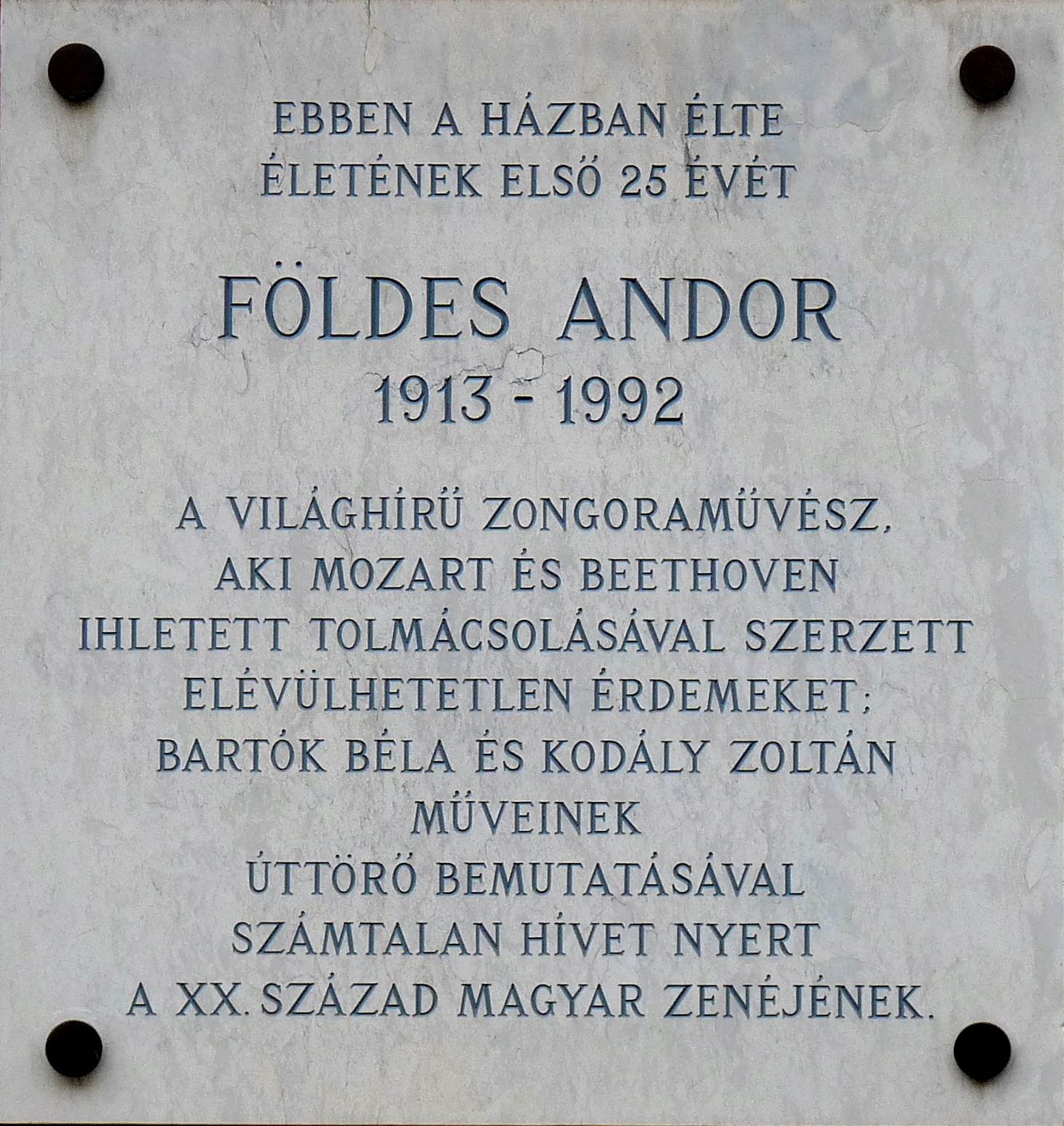
彼が最初の25年間を過ごしたブダペストの家にある記念碑

フォルデシュ・アンドール（Földes Andor、1913年12月21日 - 1992年2月9日）は、ハンガリー出身のピアニスト。アンドル・フォルデス(Andor Foldes)とも表記されることがある。
ブダペストの生まれ。叔父のイシュトヴァン・イポリはブダペスト弦楽四重奏団の初代ヴィオラ奏者、叔母は歌手、母はピアニストという家庭に育つ。母親から音楽の手ほどきを受け、ティボール・サットマリに師事。8歳でモーツァルトのピアノ協奏曲第15番を弾いて神童と目されるようになり、フランツ・リスト音楽院でドホナーニ・エルネーの薫陶を受けた。また、音楽院では、ヴェイネル・レオーやバルトーク・ベーラ等からも教えを受けた。1933年にはフランツ・リスト国際ピアノ・コンクールでリスト賞を獲得。その後一時演奏活動を止めて哲学と語学を学び、1939年から演奏活動を再開したものの、第二次世界大戦の影響でノルウェーやスウェーデンを経由してアメリカに亡命し、1948年に市民権を獲得した。1957年にはヴァルター・ギーゼキングの後任としてザール音楽院のピアノ科教授となり、1965年まで務めた。在任中には日本を含めた世界各国への演奏旅行の他、ダルムシュタット夏季現代音楽講習会の講師としてバルトークの音楽のレクチャーを行っている。
1961年からスイスに移住してヨーロッパを中心に演奏し、指揮活動もおこなったが、1992年にヘルリベルクの自宅で階段から落下する事故のために亡くなっている。